# Żyletkowiec (ul. Marszałkowska 82 w Warszawie)
Żyletkowiec – zwyczajowa nazwa budynku biurowego znajdującego się w Warszawie przy ul. Marszałkowskiej 82, pomiędzy ulicami Wspólną a Żurawią. 

## Historia
Zaprojektowany został w 1946 przez architekta Marka Leykama w stylu modernizmu historyzującego. 
Podobnie jak inne budynki wznoszone po wojnie według projektu Leykama, ze względu na charakterystyczną konstrukcję okien biurowiec nazwany został zwyczajowo „żyletkowcem”.
Początkowo biurowiec przeznaczono na potrzeby Ministerstwa Hutnictwa. W latach 1958–1986 obiekt pełnił rolę m.in. siedziby Najwyższej Izby Kontroli (część budynku). Przez wiele lat na niższych kondygnacjach mieściła się Centralna Składnica Harcerska. Jej sklep zdobiła elektryczna makieta kolejki wyprodukowana przez przedsiębiorstwo Piko z NRD.
Budynek stanowi siedzibę Sądu Rejonowego dla Warszawy-Śródmieścia i Sądu Rejonowego dla m. st. Warszawy (z wyjątkiem wydziałów gospodarczych, mających siedzibę przy ul. Czerniakowskiej 100 i 100A).

## Galeria

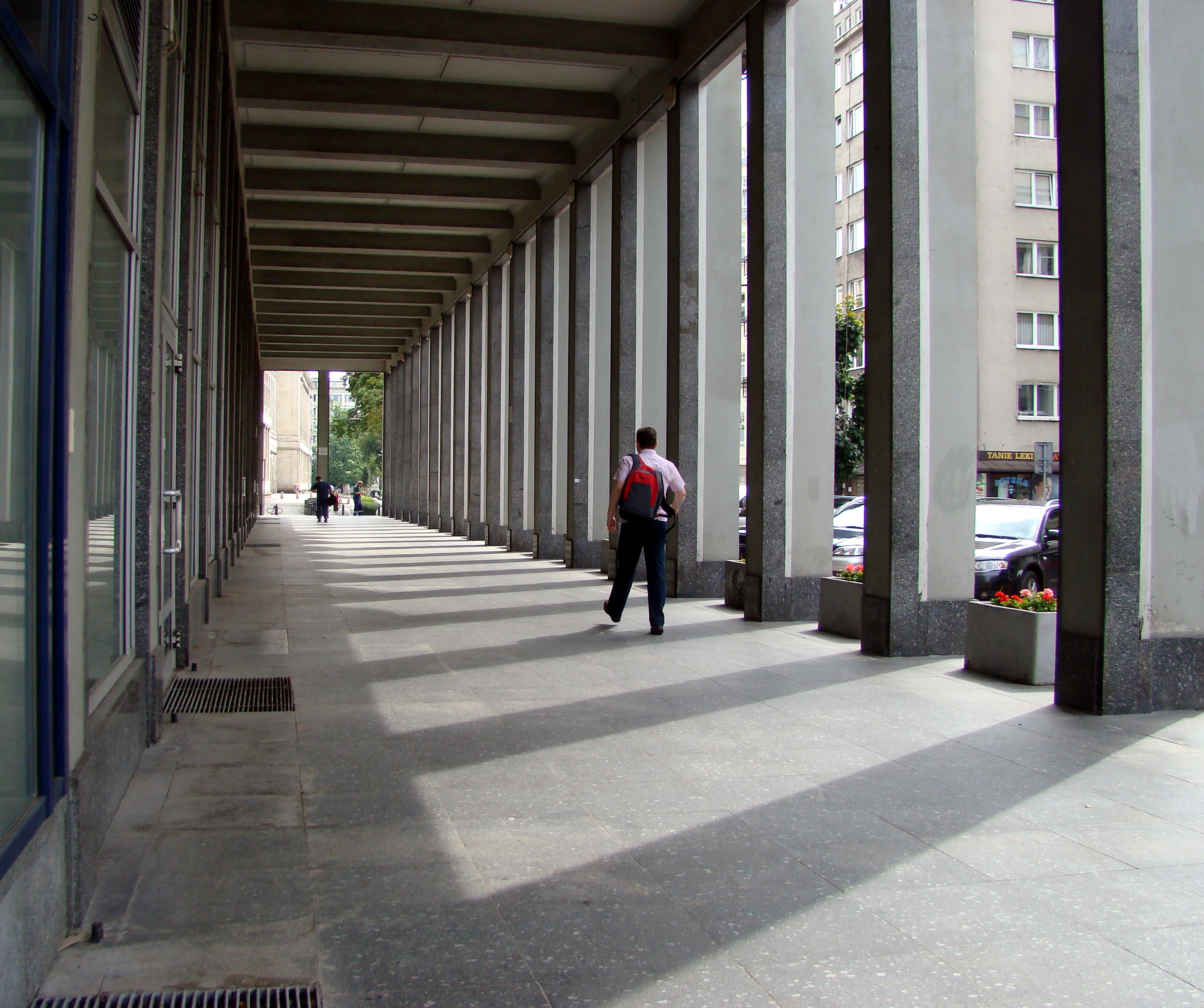
Podcienia budynku
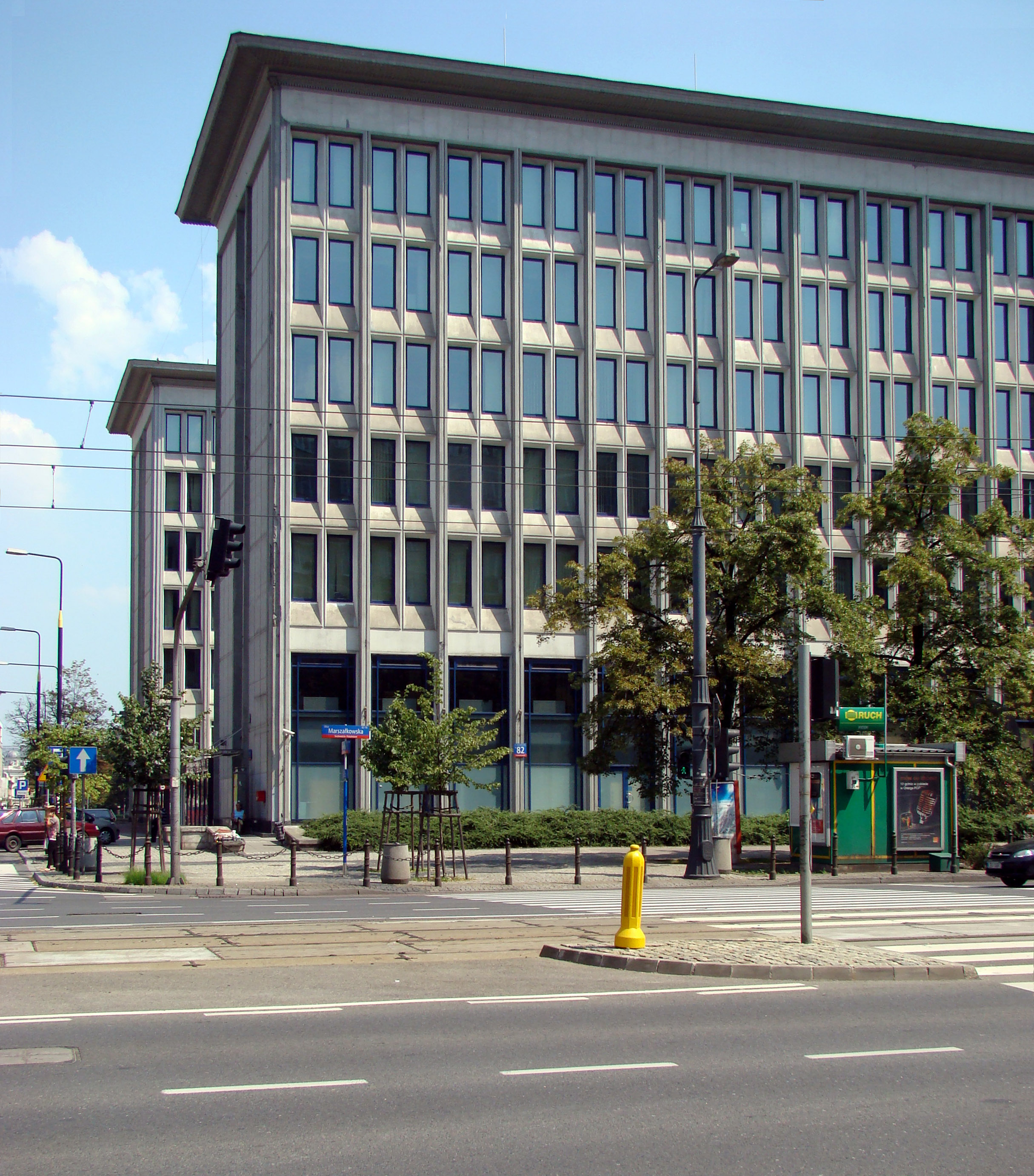
Fragment elewacji